# 臺灣黃精
臺灣黃精（学名：Heteropolygonatum altelobatum），又名短筒黄精，是天門冬科異黃精屬的植物，是台灣的特有植物。分布于台灣海拔600米至1,900米的地区，多生在阔叶林中，目前尚未由人工引种栽培。